# Nappy Boy Entertainment
Nappy Boy Entertainment är ett amerikanskt skivbolag som grundades 2006 av R & B, singer-songwriter T-Pain. Etiketten distribueras av Jive Label Group. Etiketten är imponerande katalog av artister inkluderar Tay Dizm, Gym Class Heroes frontman Travis McCoy, Young Cash, Sophia Fresh, Shawnna & One Chance.
I maj 2008 meddelade T-Pain att han skulle vilja ta Nappy Boy Entertainment till ett nytt företagsprojekt som kommer att göra sitt företag digital, genom att släppa album och låtar på nätet via iTunes, ringsignaler och andra typer av online-distribution någon gång i framtiden . Det nya företaget, Nappy Boy Digital, fokuserar på album och låtar släppts som nedladdningar och ringsignaler, med få fysiska utgåvor.
Utvalda i Nappy Boy logotypen är Florida State Capitol företräder Tallahassee, Florida, där T-Pain föddes.
just nu jobbar t-pain med sin album Revolver som kommer på sommaren 